# Campeonato Europeu Júnior de Natação de 2010
O Campeonato Europeu Júnior de Natação de 2010 foi a 37ª edição do evento organizado pela Liga Europeia de Natação (LEN). Nessa edição as provas de natação e saltos ornamentais foram realizadas no Centro de Natação Mäkelänrinne em Helsínquia, e as provas de nado sincronizado no Centro de Natação Kaleva em Tampere, ambas na Finlândia. As provas de nado sincronizado foram as primeiras a serem realizadas na competição. O período de duração foi de 7 a 18 de julho de 2010. Teve como destaque a Rússia com 13 medalhas de ouro. 

## Participantes
- Natação: Feminino de 15 a 16 anos (1995 e 1994) e masculino de 17 a 18 anos (1993 e 1992).
- Saltos Ornamentais: Grupo A é composto por saltadores de 16, 17 e 18 anos (1994, 1993 e 1992), tanto masculino quanto feminino. Grupo B é composto por saltadores de 14 a 15 anos (1996 e 1995), tanto masculino quanto feminino.
- Nado sincronizado: Nadadoras de 15, 17,18 e 19 anos (1995, 1994, 1993 e 1992).

## Medalhistas

### Natação
Os resultados foram os seguintes. 
Masculino
| Evento          | Ouro                                                                        | Ouro     | Prata                                                                             | Prata    | Bronze                                                                              | Bronze   |
| 50 m Livre      | Ucrânia · Andrij Hovorov                                                    | 22.54    | Bélgica · Jasper Aerents                                                          | 22.79    | França · Clément Mignon                                                             | 22.96    |
| 100 m Livre     | França · Yannick Agnel                                                      | 48.80    | França · Mehdy Metella                                                            | 49.89    | Bélgica · Jasper Aerents                                                            | 50.23    |
| 200 m Livre     | França · Yannick Agnel                                                      | 1:46.58  | Rússia · Andrey Ushakov                                                           | 1:49.11  | Dinamarca · Daniel Skaaning                                                         | 1:50.23  |
| 400 m Livre     | França · Yannick Agnel                                                      | 3:46.26  | Ucrânia · Sergiy Frolov                                                           | 3:55.70  | {GBR}} Alfie Howes                                                                  | 3:56.11  |
| 800 m Livre     | Turquia · Ediz Yildirimer                                                   | 8:03.17  | Ucrânia · Sergiy Frolov                                                           | 8:04.84  | Bélgica · Ward Bauwens                                                              | 8:07.25  |
| 1500 m Livre    | Ucrânia · Sergiy Frolov                                                     | 15:20.57 | Bélgica · Ward Bauwens                                                            | 15:27.04 | Turquia · Ediz Yildirimer                                                           | 15:31.07 |
| 50 m Costas     | Alemanha · Christian Diener                                                 | 26.03    | Polónia · Mateusz Zawada                                                          | 26.24    | Alemanha · Philipp Wolf                                                             | 26.26    |
| 100 m Costas    | Israel · Yakov Yan Toumarkin                                                | 55.20    | Hungria · Péter Bernek                                                            | 56.16    | Israel · David Gamburg                                                              | 56.58    |
| 200 m Costas    | Hungria · Péter Bernek                                                      | 1:59.24  | Hungria · Balázs Zámbó                                                            | 2:01.10  | Israel · Yakov Yan Toumarkin                                                        | 2:01.14  |
| 50 m Peito      | Rússia · Anton Lobanov                                                      | 28.37    | Ucrânia · Yaroslav Parakhin                                                       | 28.51    | Croácia · Ivan Capan                                                                | 28.56    |
| 100 m Peito     | Rússia · Anton Lobanov                                                      | 1:01.06  | Noruega · Sverre Naess                                                            | 1:01.91  | Alemanha · Christian vom Lehn                                                       | 1:02.56  |
| 200 m Peito     | Alemanha · Christian vom Lehn                                               | 2:12.93  | Noruega · Sverre Naess                                                            | 2:13.77  | Itália · Flavio Bizzarri                                                            | 2:13.93  |
| 50 m Borboleta  | Ucrânia · Andrij Hovorov                                                    | 23.58    | Rússia · Dmitry Pokotylo                                                          | 24.50    | França · Mehdy Metella                                                              | 24.62    |
| 100 m Borboleta | Polónia · Marcin Cieslak                                                    | 53.91    | França · Mehdy Metella                                                            | 54.08    | Hungria · Bence Biczó                                                               | 54.22    |
| 200 m Borboleta | Hungria · Bence Biczó                                                       | 1:55.82  | Polónia · Marcin Cieslak                                                          | 1:56.76  | França · Jordan Coelho                                                              | 1:57.57  |
| 200 m Medley    | Luxemburgo · Raphael Stacchiotti                                            | 2:02.52  | Reino Unido · Ieuan Lloyd                                                         | 2:02.72  | França · Ganesh Pedurand                                                            | 2:03.39  |
| 400 m Medley    | Ucrânia · Maxym Shemberyev                                                  | 4:20.46  | Luxemburgo · Raphael Stacchiotti                                                  | 4:21.28  | Hungria · Zsombor Szána                                                             | 4:21.53  |
| 4x100 m Livre   | França · Yannick Agnel · Clément Mignon · Lorys Bourelly · Mehdy Metella    | 3:19.65  | Reino Unido · James Disney-May · Braxston Timm · Liam Selby · James Young         | 3:23.97  | Croácia · Ivan Levaj · Ivan Kristo · Luka Sever · Dujam Sablić                      | 3:24.54  |
| 4x200 m Livre   | França · Lorys Bourelly · Clément Mignon · Mehdy Metella · Yannick Agnel    | 7:21.40  | Reino Unido · Braxston Timm · James Young · Liam Selby · Ieuan Lloyd              | 7:26.09  | Rússia · Dmitry Ermakov · Mikhail Ukrainskiy · Egor Degtyarev · Andrey Ushakov      | 7:26.91  |
| 4x100 m Medley  | Rússia · Mikhail Zvyagin · Anton Lobanov · Dmitry Pokotylo · Andrey Ushakov | 3:41.12  | França · Julien Pierre Goyetche · Thomas Rabeisen · Mehdy Metella · Yannick Agnel | 3:41.55  | Alemanha · Christian Diener · Christian vom Lehn · Melvin Herrmann · Kevin Leithold | 3:43.58  |

Feminino
| Evento          | Ouro                                                                         | Ouro     | Prata                                                                            | Prata    | Bronze                                                                             | Bronze   |
| 50 m Livre      | Ucrânia · Nadiya Koba                                                        | 25.46    | Alemanha · Silke Lippok                                                          | 25.71    | França · Béryl Gastaldello                                                         | 25.98    |
| 100 m Livre     | Alemanha · Silke Lippok                                                      | 55.31    | França · Mathilde Cini                                                           | 56.41    | França · Alizée Merdy                                                              | 56.55    |
| 200 m Livre     | Alemanha · Silke Lippok                                                      | 2:00.11  | Suécia · Henrietta Stenkvist                                                     | 2:01.72  | Ucrânia · Valeriya Podlesna                                                        | 2:01.76  |
| 400 m Livre     | Suécia · Henrietta Stenkvist                                                 | 4:13.69  | Dinamarca · Amalie Emma Thomsen                                                  | 4:14.61  | Irlanda · Sycerika McMahon                                                         | 4:15.92  |
| 800 m Livre     | Eslovênia · Tjaša Oder                                                       | 8:40.06  | Espanha · Claudia Dasca Romeu                                                    | 8:43.31  | Polónia · Donata Kilijanska                                                        | 8:44.81  |
| 1500 m Livre    | Espanha · Claudia Dasca Romeu                                                | 16:27.97 | Eslovênia · Tjaša Oder                                                           | 16:37.98 | Polónia · Donata Kilijanska                                                        | 16:39.03 |
| 50 m Costas     | Reino Unido · Emma Saunders                                                  | 29.01    | Ucrânia · Daryna Zevina                                                          | 29.12    | França · Mathilde Cini                                                             | 29.42    |
| 100 m Costas    | Ucrânia · Daryna Zevina                                                      | 1:02.05  | Itália · Rachele Qualla                                                          | 1:02.72  | Reino Unido · Karley Mann                                                          | 1:02.99  |
| 200 m Costas    | Reino Unido · Karley Mann                                                    | 2:11.38  | Ucrânia · Daryna Zevina                                                          | 2:11.82  | Suécia · Henrietta Stenkvist                                                       | 2:13.38  |
| 50 m Peito      | Itália · Lisa Fissneider                                                     | 32.20    | Alemanha · Lina Rathsack                                                         | 32.37    | Reino Unido · Sara Lougher                                                         | 32.48    |
| 100 m Peito     | Espanha · Marina Garcia Urzainqui                                            | 1:09.40  | Itália · Lisa Fissneider                                                         | 1:09.59  | Finlândia · Jenna Laukkanen                                                        | 1:10.42  |
| 200 m Peito     | Espanha · Marina Garcia Urzainqui                                            | 2:27.12  | Finlândia · Jenna Laukkanen                                                      | 2:29.67  | Rússia · Anastasia Sineva                                                          | 2:30.00  |
| 50 m Borboleta  | Ucrânia · Nadiya Koba                                                        | 27.13    | Alemanha · Silke Lippok                                                          | 27.47    | Rússia · Daria Tcvetkova                                                           | 27.62    |
| 100 m Borboleta | Reino Unido · Rachael Kelly                                                  | 1:00.47  | Espanha · Judit Ignacio Sorribes                                                 | 1:00.60  | Itália · Beatrice Fassone                                                          | 1;00.64  |
| 200 m Borboleta | Espanha · Judit Ignacio Sorribes                                             | 2:12.30  | Reino Unido · Rachael Kelly                                                      | 2:13.43  | Rússia · Alisa Trukhanovich                                                        | 2:15.03  |
| 200 m Medley    | Reino Unido · Sophie Smith                                                   | 2:14.48  | Espanha · Beatriz Gómez Cortés                                                   | 2:14.65  | Alemanha · Juliane Reinhold                                                        | 2:15.16  |
| 400 m Medley    | Reino Unido · Sophie Smith                                                   | 4:44.46  | Espanha · Beatriz Gómez Cortés                                                   | 4:44.87  | Itália · Alessia Polieri                                                           | 4:46.71  |
| 4x100 m Livre   | Alemanha · Juliane Reinhold · Teresa Baerens · Silke Lippok · Alexandra Wenk | 3:46.04  | Reino Unido · Emma Saunders · Jessica Lloyd · Sophie Smith · Sara Hamilton       | 3:46.60  | França · Mathilde Cini · Alizée Merdy · Béryl Gastaldello · Charlotte Bonnet       | 3:48.21  |
| 4x200 m Livre   | Alemanha · Elisa Thimm · Juliane Reinhold · Silke Lippok · Johanna Friedrich | 8:06.78  | Reino Unido · Emma Saunders · Fiona Donnelly · Rachael Williamson · Sophie Smith | 8:10.21  | Itália · Giorgia Crocione · Ludovica Leoni · Beatrice Magagnoli · Chiara Giacone   | 8:15.37  |
| 4x100 m Medley  | Alemanha · Silke Lippok · Lina Rathsack · Juliane Reinhold · Alexandra Wenk  | 4:08.29  | Reino Unido · Karley Mann · Sara Lougher · Rachael Kelly · Emma Saunders         | 4:09.48  | Rússia · Maria Bobrovnik · Sofya Zhigunova · Alisa Trukhanovich · Mariya Reznikova | 4:13.41  |

### Nado sincronizado
Os resultados foram os seguintes. 
r = reserva
| Evento     | Ouro | Ouro   | Prata | Prata  | Bronze | Bronze |
| Solo       | Rússia · Vlada Chigireva | 92.200 | Ucrânia · Lolita Ananasova | 90.700 | Itália · Linda Cerruti | 88.100 |
| Dueto      | Rússia · Milena Miteva · Elena Prokofeva · Yulia Potapova r | 92.200 | Ucrânia · Lolita Ananasova · Kateryna Sadurska · Anastasiya Petrenko r | 90.500 | Espanha · Laia Pons · Judith Requena | 88.500 |
| Equipe     | Rússia · Karina Albekova r · Vlada Chigireva · Anna Esavkina · Anna Kuteynikova · Meri Minasyan r · Vasilisa Mironova · Milena Miteva · Yulia Potapova r · Elena Prokofeva · Maria Shurochkina · Evgeniya Shtefan r · Ksenia Voynova | 92.300 | Ucrânia · Lolita Ananasova · Tetyana Burmaka · Vira Golubnova r · Tamara Ikonnykova · Dana-Mariya Klymenko · Ganna Klymenko r · Yuliya Khromenkova r · Ganna Orel · Anastasiya Petrenko · Kateryna Reznik · Kateryna Sadurska | 90.500 | Espanha · Clara Camacho · Yolanda Castro · Sara Gijon · Sara Levy · Meritxell Mas · Carla Muñoz r · Celia Patricio r · Laia Pons · Judith Requena · Iciar Velasco                                                              | 88.600 |
| Combinação | Rússia · Karina Albekova r · Vlada Chigireva · Anna Esavkina · Anna Kuteynikova · Meri Minasyan · Vasilisa Mironova · Milena Miteva · Yulia Potapova · Elena Prokofeva · Maria Shurockina · Evgeniya Shtefan r · Ksenya Voynova      | 92.400 | Ucrânia · Lolita Ananasova · Tetyana Burmaka · Vira Golubnova · Tamara Ikonnykova · Yuliya Khromenkova · Dana-Mariya Klymenko · Ganna Klymenko r · Ganna Orel · Anastasiya Petrenko · Kateryna Reznik · Kateryna Sadurska     | 90.600 | Itália · Alice Ballarini · Giorgia Borsa r · Linda Cerruti r · Francesca Deidda · Martina Di Ruggero · Costanza Ferro · Giada Finco · Costanza Gallinella-Muzzi · Alessia Pezone · Federica Sala · Alice Savi · Silvia Vismara | 87.800 |

### Saltos ornamentais

#### Grupo A
Masculino
| Evento                              | Ouro                                      | Ouro   | Prata                                       | Prata  | Bronze                                    | Bronze |
| Trampolim 1 m individual            | Reino Unido · Oliver Dingley              | 514.75 | Ucrânia · Oleksandr Bondar                  | 493.35 | Rússia · Sergey Zhdanov                   | 490.40 |
| Trampolim 3 m individual            | Ucrânia · Oleh Kolodij                    | 561.30 | Ucrânia · Oleksandr Bondar                  | 550.10 | Reino Unido · Oliver Dingley              | 528.40 |
| Trampolim 3 m sincronizado cat A +B | Ucrânia · Oleh Kolodij · Oleksandr Bondar | 324.03 | Itália · Andrea Chiarabini · Giovanni Tocci | 313.44 | Rússia · Sergey Zhdanov · Andrej Bogdanov | 308.43 |
| Plataforma 10 m individual          | Ucrânia · Oleksandr Bondar                | 559.75 | Alemanha · Tim Pyritz                       | 549.90 | Alemanha · Martin Wolfram                 | 534.45 |

Feminino
| Evento                              | Ouro                                          | Ouro   | Prata                                             | Prata  | Bronze                                     | Bronze |
| Trampolim 1 m individual            | Itália · Elena Bertocchi                      | 403.80 | Ucrânia · Viktoriya Kesar'                        | 392.75 | Rússia · Ekaterina Fedorchenko             | 392.60 |
| Trampolim 3 m individual            | Rússia · Elina Riedel                         | 433.20 | Itália · Elena Bertocchi                          | 431.90 | Ucrânia · Viktoriya Potyekhina             | 428.15 |
| Trampolim 3 m sincronizado cat A +B | Rússia · Diana Chaplieva · Evgeniya Selezneva | 288.30 | Ucrânia · Viktoriya Kesar' · Viktoriya Potyekhina | 288.03 | Reino Unido · Grace Reid · Hannah Starling | 271.95 |
| Plataforma 10 m individual          | Rússia · Tatiana Perunina                     | 397.85 | Rússia · Maria Poluyanova                         | 396.40 | França · Laura Marino                      | 384.70 |

#### Grupo B
Masculino
| Evento                     | Ouro                       | Ouro   | Prata                        | Prata  | Bronze                        | Bronze |
| Trampolim 1 m individual   | Reino Unido · Jack Laugher | 410.24 | Ucrânia · Dmytro Opryshko    | 395.05 | Rússia · Igor Myalin          | 392.80 |
| Trampolim 3 m individual   | Reino Unido · Jack Laugher | 509.45 | Ucrânia · Timur Abachidi     | 471.45 | Rússia · Igor Myalin          | 463.40 |
| Plataforma 10 m individual | Rússia · Igor Myalin       | 461.40 | Ucrânia · Vadim Nevinglovsky | 436.95 | Finlândia · Heikki Mäkikallio | 429.85 |

Feminino
| Evento                     | Ouro                           | Ouro   | Prata                        | Prata  | Bronze                           | Bronze |
| Trampolim 1 m individual   | Rússia · Evgeniya Selezneva    | 342.50 | Reino Unido · Grace Reid     | 325.70 | Alemanha · Tina Punzel           | 322.05 |
| Trampolim 3 m individual   | Rússia · Evgeniya Selezneva    | 389.60 | Rússia · Olga Kulemina       | 375.75 | Ucrânia · Taisiya Cherednychenko | 368.45 |
| Plataforma 10 m individual | Reino Unido · Rosemary Medlock | 331.95 | Rússia · Ekaterina Petukhova | 317.90 | Alemanha · Tina Punzel           | 311.75 |

## Quadro de medalhas
| Ordem | País        | Medalha de ouro | Medalha de prata | Medalha de bronze | Total |
| ----- | ----------- | --------------- | ---------------- | ----------------- | ----- |
| 1     | Rússia      | 13              | 5                | 10                | 28    |
| 2     | Ucrânia     | 10              | 16               | 3                 | 29    |
| 3     | Reino Unido | 9               | 8                | 5                 | 22    |
| 4     | Alemanha    | 7               | 4                | 7                 | 18    |
| 5     | França      | 5               | 4                | 9                 | 18    |
| 6     | Espanha     | 4               | 4                | 2                 | 10    |
| 7     | Itália      | 2               | 4                | 6                 | 12    |
| 8     | Hungria     | 2               | 2                | 2                 | 6     |
| 9     | Polónia     | 1               | 2                | 2                 | 5     |
| 10    | Suécia      | 1               | 1                | 1                 | 3     |
| 11    | Luxemburgo  | 1               | 1                | 0                 | 2     |
| 11    | Eslovênia   | 1               | 1                | 0                 | 2     |
| 13    | Israel      | 1               | 0                | 2                 | 3     |
| 14    | Turquia     | 1               | 0                | 1                 | 2     |
| 15    | Bélgica     | 0               | 2                | 2                 | 4     |
| 16    | Noruega     | 0               | 2                | 0                 | 2     |
| 17    | Finlândia   | 0               | 1                | 2                 | 3     |
| 18    | Dinamarca   | 0               | 1                | 1                 | 2     |
| 19    | Croácia     | 0               | 0                | 2                 | 2     |
| 20    | Irlanda     | 0               | 0                | 1                 | 1     |
| Total | Total       | 58              | 58               | 58                | 174   |

Legenda
| Recorde mundial       | Recorde mundial (World record)               |                       | Recorde africano                      | Recorde africano (African) |                                           | Q | Classificado por posição (Qualified) |
| Recorde do campeonato | Recorde do campeonato (Championship record)  | Recorde da América    | Recorde da América (Americas)         | q                          | Classificado por melhor tempo (Qualified) |   |                                      |
| Melhor marca do ano   | Melhor marca do ano (World leading)          | Recorde asiático      | Recorde asiático (Asian)              | DNS                        | Não largou (Did not start)                |   |                                      |
| Recorde nacional      | Recorde nacional (National record)           | Recorde europeu       | Recorde europeu (European)            | DNF                        | Não terminou (Did not finish)             |   |                                      |
| Recorde pessoal       | Recorde pessoal do atleta (Personal best)    | Recorde da Oceania    | Recorde da Oceania (Oceania)          | DSQ / DQ                   | Desclassificado (Disqualified)            |   |                                      |
| Recorde da temporada  | Recorde da temporada do atleta (Season best) | Recorde sul-americano | Recorde sul-americano (South America) | NM                         | Sem marca (No mark)                       |   |                                      |